# Александар Николић
Александар Николић (Сарајево, 28. октобар 1924 — Београд, 12. март 2000) био је  југословенски и српски кошаркаш и тренер. Због заслуга за развој кошарке у бившој Југославији, Николић се често назива „Отац југословенске кошарке“. Њему у част хала на Богословији у Београду носи његово име.

## Биографија
Александар Николић је рођен 28. октобра 1924. године. Потиче из богате породице Ђорђа Николића, који је у време Александровог рођења имао 62 године. Николић је стицајем околности рођен у Сарајеву, али се преселио у Београд док је још био дете. Гимназију „Краљ Александар Карађорђевић“ је завршио 1943, а затим је студирао право и медицину на Београдском универзитету. Дипломирао је 1946. године. Од 1944. до 1945. је служио у НОВЈ. Био је професор на Факултету за физичко васпитање Универзитета у Београду, због чега је остао упамћен по надимку „Професор“.

## Играчка каријера
Иако је током рата играо кошарку у Београду, по ослобођењу је био део новоформираног клуба Црвена звезда, заједно са Небојшом Поповићем, Рашом Шапером и Бором Станковићем. Након тога, с обзиром да је био војни обвезник, наступао је за селекцију Југословенске армије (ЈА), са којом је освојио Првенство Југославије 1945. године. После тога, играчку каријеру Николић наставља у Партизану (1945—1946), али се после само годину дана враћа у Црвену звезду (1947—1949). Са Црвеном звездом је три пута освајао Првенство Југославије (1947, 1948. и 1949). Касније је играо и у Железничару из Чачка (1949—1950) и БСК Београду (1950—1951). Одиграо је 10 утакмица за репрезентацију Југославије.

## Тренерска каријера
Након завршетка играчке каријере, Николић је 1951. постао селектор репрезентације Југославије и на том месту је остао до 1965. године. Под Николићевим вођством, Југославија је освојила злато на 
Медитеранским играма 1959. године, сребрне медаље на Европским првенствима 1961. и 1965, као и бронзу 1963. На Светском првенству 1963. освојено је сребро. Такође је био први тренер клубова ОКК Београд, Партизана и италијанске Петрарке из Падове. 1966. је изабран за најбољег европског тренера, што му је поново пошло за руком 1979. године.
Године 1969. Николић је постао тренер Игниса из Варезеа. У периоду од 4 године (1969—1973), Игнис је освојио три национална првенства, три европске титуле, три италијанска купа и два Интерконтинентална купа (светска првенства за клубове). Тим Варезеа из 1970. и 1973. је победио у сва четири такмичења у којима је играо, што пре ником није успело. Тим Игниса из сезоне 1972/73. је често проглашаван најбољим тимом у историји италијанске и европске кошарке. Након тога враћа се у домаћу кошарку као први тренер Црвене звезде. Са Звездом успева да освоји ФИБА Куп победника купова, што је до данас највећи успех у историји клуба.
Након 11 година одсуства из репрезентације Југославије, Николић се вратио 1976. и предводио репрезентацију на Европском првенству 1977. и Светском првенству 1978. На оба првенства је освојено злато.
У лето 1991. године, на позив Драгана Кићановића, вратио се у Партизан и преузео улогу саветника новог тренера клуба из Хумске, Жељка Обрадовића, који је тада тек почињао своју тренерску каријеру. Као плод те сарадње у сезони 1991/92. Партизан је освојио триплу круну, првенство и куп Југославије, али и најважнији трофеј који је неки клуб из Србије освојио — Евролигу, историјским тријумфом на финалном турниру у Истанбулу.
Као тренер, Николић је имао однос победа и пораза 357:200 на клупском нивоу и 101:39 на репрезентативном нивоу. У Кошаркашку Кућу славних Николић је уврштен 1998. године. Николић је такође био тренер двојици будућих чланова Куће славних: Бориславу Станковићу и Крешимиру Ћосићу.

## Приватни живот и смрт
Александар Николић је умро 12. марта 2000. године у Београду. Сахрањен је у Алеји заслужних грађана на Новом гробљу у Београду. Био је ожењен и имао две ћерке. Године 2007. Божидар Маљковић је покренуо иницијативу да се хали Пионир промени име у Дворана Александра Николића.

## Признања
ФИБА му је 1995. доделила Орден части. У Алкобендасу предграђу Мадрида, Шпанија, 1. марта 2007. године, отворена је Кућа славних Међународне кошаркашке федерације. У првој групи чланова куће, заједно са још 5 кошаркашких тренера који су задужили светски кошаркашки спорт, налази се и име Александра Николића.
У Дворани која је именована по Николићу, октобра 2024. отркивена је његова биста.